# Ashby-de-la-Zouch

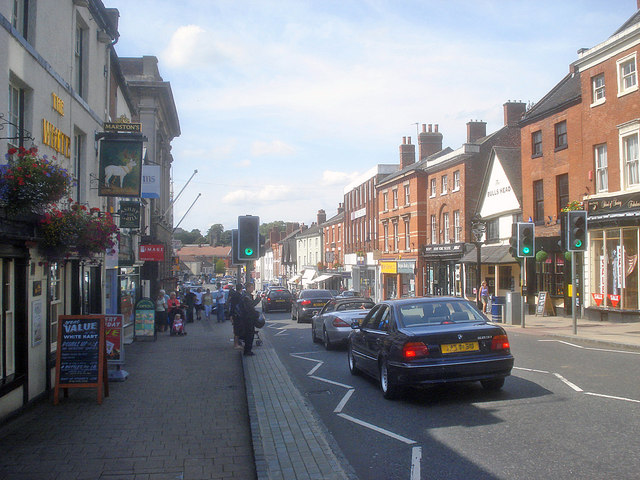
Hlavní ulice

Ashby-de-la-Zouch je město v anglickém hrabství Leicestershire. K roku 2011 zde žilo 12 370 obyvatel.
Název města pochází ze staroanglického Ashby (statek pod jasany) a jména francouzského šlechtického rodu Souche, kterému město s okolím v minulosti patřilo. Partnerským městem je Pithiviers ve Francii.
Ve městě se nachází zřícenina hradu ze 12. století, zničeného za občanské války, která je zařazena na seznam národních památek (scheduled monument).

## Zajímavosti
- Walter Scott zasadil do Ashby-de-la-Zouch část děje svého románu Ivanhoe.
- Charles Mingus složil skladbu s názvem Ashby-de-la-Zouch.
- Ve městě bydlel Adrian Mole, hrdina knih Sue Townsendové.